# Carsten Nielsen
Carsten Kjeldsen Nielsen (ur. 12 sierpnia 1955 w Kopenhadze) – duński piłkarz występujący na pozycji pomocnika.

## Kariera klubowa
Nielsen karierę rozpoczynał w sezonie 1974 w pierwszoligowym zespole B 1903. W sezonie 1976 zdobył z nim mistrzostwo Danii. Po tym sukcesie przeszedł do niemieckiej Borussii Mönchengladbach. W Bundeslidze zadebiutował 28 sierpnia 1976 w wygranym 4:2 meczu z VfL Bochum. W sezonie 1976/1977 wywalczył z zespołem mistrzostwo Niemiec, a w sezonie 1977/1978 wicemistrzostwo Niemiec. 31 sierpnia 1977 w przegranym 2:4 spotkaniu z Eintrachtem Frankfurt strzelił pierwszego gola w Bundeslidze. Graczem Borussii był przez pięć sezonów.
W 1981 roku Nielsen odszedł do francuskiego RC Strasbourg. W Première Division zadebiutował 24 lipca 1981 w przegranym 0:1 pojedynku z AS Monaco. W RC Strasbourg występował przez cztery sezony. W 1985 roku przeszedł do szwajcarskiego Neuchâtel Xamax. W sezonie 1985/1986 wywalczył z nim wicemistrzostwo Szwajcarii. Następny sezon spędził w drugoligowym CS Chênois, a potem wrócił do Neuchâtel. W sezonie 1987/1988 zdobył z nim mistrzostwo Szwajcarii.
W 1990 roku Nielsen wrócił do Danii, gdzie został graczem klubu KB. W tym samym roku zakończył karierę.

## Kariera reprezentacyjna
W reprezentacji Danii Nielsen zadebiutował 12 października 1975 w przegranym 0:2 meczu Mistrzostw Europy 1976 z Hiszpanią. W latach 1975–1979 w drużynie narodowej rozegrał 4 spotkania.